# José Oubrerie
José Oubrerie   (Nantes, 9 de novembre de 1932 - Lexington, 10 de març de 2024) va ser un arquitecte francès que fou l'assistent de Le Corbusier i un antic col·laborador de l'agència Corbu. Va ser professor d'arquitectura a la Knowlton School of Architecture de la Universitat Estatal d'Ohio.

## Projectes
- Firminy, Église Saint-Pierre amb Le Corbusier; 1960-70, 1970-78, 2003-06
- Miller House (Lexington, Kentucky) 1988-1992[3]
- French Cultural Center, Damasc, Síria; 1988
- Centre Le Corbusier, Zúric, Suïssa; 1963-1967 amb Le Corbusier, G. Jullian, et al.

## Publicacions
- G. Gresleri, L. Benevolo, G. Trebbi, P. L. Cervellati, L. M. Colli, I. Zannier, C. de Seta, J. Oubrerie, E. Masi, K. Frampton, "L'Oriente di Jeanneret", Parametro, 1986,143, p. 1-1, 6-64